# Nicanor de la Sotta
Nicanor de la Sotta Fraga (Vallenar, 1893 - Santiago, 26 de abril de 1927) fue un dramaturgo, director, productor y actor de cine mudo chileno.

## Carrera
Debutó en el cine como actor como protagonista del cortometraje Manuel Rodríguez (1910) de Adolfo Urzúa Rosas, cinta que es considerada como la primera ficción grabada en Chile. También fue parte del largometraje sobre el mismo personaje histórico que se estrenó en 1920, el que fue dirigido por Arturo Mario y donde compartió elenco con Pedro Sienna.
A inicios de 1920 escribió la obra teatral Golondrina, la que llevó a la pantalla grande en 1924, siendo una de las más exitosas del cine mudo nacional. Además fue un prolífico empresario teatral, instalando una compañía que contó en su elenco a figuras como Juan Pérez Berrocal.
Junto con Esteban Artuffo creó la compañía productora «De la Sotta-Artuffo Films», con las que produjo y dirigió películas como Pueblo Chico... Infierno Grande (1925), Juventud, Amor y Pecado (1926) y A las armas (1927).
De la Sotta falleció en 1927 a los 34 años en su casa de la calle Arturo Prat debido a una fuerte gripe y tifus. De acuerdo a la prensa de la época, el actor también sufrió por una afección al corazón y una meningitis, las que complicaron su estado de salud. Murió durante la realización de A las armas, cinta que se estrenó de forma póstuma en 1934.

## Filmografía

### Como director
- 1924: Golondrina
- 1925: Pueblo Chico... Infierno Grande
- 1926: Juventud, Amor y Pecado
- 1927: A las armas

### Como actor
- 1910: Manuel Rodríguez
- 1918: Todo por la patria o El girón de la bandera
- 1918: La avenida de las acacias
- 1920: Manuel Rodríguez
- 1921: Don Quipanza y Sancho Jote